# Tecnologías del aprendizaje y el conocimiento
El término TAC tiene dos acepciones, por un lado encontramos que son las Tecnologías del aprendizaje cooperativo y por el otro se refiere a las Tecnologías para el Aprendizaje y el Conocimiento que son las que incluyen a las TIC más un componente metodológico necesario para que se genere un aprendizaje significativo, es decir, las tecnologías están enfocadas al servicio del aprendizaje y la adquisición de conocimientos.
Este tipo de tecnologías le apuestan a un entorno de aprendizaje más personalizado o lo que se conoce como PLE (por sus siglas en inglés) en donde el alumno es protagonista de su conocimiento.
“Las TAC tratan de orientar las tecnologías de la información y la comunicación (TIC) hacia unos usos más formativos, tanto para el estudiante como para el profesor, con el objetivo de aprender más y mejor. Se trata de incidir especialmente en la metodología, en los usos de la tecnología y no únicamente en asegurar el dominio de una serie de herramientas informáticas. Se trata en definitiva de conocer y de explorar los posibles usos didácticos que las TIC tienen para el aprendizaje y la docencia. Es decir, las TAC van más allá de aprender meramente a usar las TIC y apuestan por explorar estas herramientas tecnológicas al servicio del aprendizaje y de la adquisición de conocimiento”.
Hablar de las TAC no solo implica que los usuarios sepan utilizar la tecnología sino que además deben tener los conocimientos y habilidades necesarios para saber seleccionar y usar adecuadamente las herramientas para la adquisición de información en función de sus necesidades.

## La discusión
Actualmente existe una polémica en torno al tema, debido a que existen los términos tecnologías de la información y la comunicación para la enseñanza (TICE) y tecnologías del aprendizaje y el conocimiento.
Existen detractores para ambos términos. Por un lado, algunos mencionan que el término TIC es excesivamente informático, instrumentalista y poco motivador que no atiende a los objetivos actuales de la educación que es facilitar al ciudadano unas competencias básicas que le permitan ser autónomos informacionalmente con el propósito de que siga aprendiendo fuera del ámbito escolar, apoyan la idea de crear una nueva metodología en la que ya no se aprenda de la tecnología sino que se aprenda con la tecnología.